# POLA2
A DNS-polimeráz α 2. alegysége a POLA2 gén által kódolt 70 kDa-os enzimalegység.

## Klinikai jelentőség

### Rák
Több daganattípus, például májtumor, akut mieloid leukémia (AML), endometriális rák és tüdőrák esetén is kimutatták szerepét a rák kialakulásában.
Májrákban a POLA2-túlexpresszió az immuninfiltrációban játszik fontos szerepet és rossz kilátást okoz.
Akut mieloid leukémiában a POLA2 körkörös RNS-e (circRNS), a circ_POLA2 nagyobb mennyiségben expresszálódik, és a sejtproliferációt gátló miR-34a termelését akadályozza, lehetővé téve a daganat terjedését. A pre-miR-34a-szintet a circ_POLA2-szint nem befolyásolja jelentősen.

#### Gyógyszer-rezisztencia
A POLA2-knockdown növeli a gemcitabinrezisztenciát a tüdőrákban.

## Kölcsönhatások
A POLA2 a PARP1-gyel kölcsönhat, ezenkívül a POLA1-gyel együtt alkotja a DNS-polimeráz α-t, mely a primázzal együtt alkotja a DNS-polimeráz α–primáz komplexet.
A POLA2–STN1 kölcsönhatás teszi lehetővé az STN1 általi primáz–Pol α-stimulációt.

## Fordítás
Ez a szócikk részben vagy egészben  a   DNA polymerase alpha subunit 2 című angol Wikipédia-szócikk ezen változatának fordításán alapul.  Az eredeti cikk szerkesztőit annak laptörténete sorolja fel. Ez a jelzés csupán a megfogalmazás eredetét és a szerzői jogokat jelzi, nem szolgál a cikkben szereplő információk forrásmegjelöléseként.